# Keresőmotor
A keresőmotor az informatikában egy program vagy alkalmazás, amely bizonyos feltételeknek (többnyire egy szónak vagy kifejezésnek) megfelelő információkat keres valamilyen számítógépes környezetben.
Ez a cikk a World Wide Weben (és esetleg az internet más részein, például a Useneten) kereső alkalmazásokról szól, a keresőmotor kifejezés önmagában általában ezekre vonatkozik. Másfajta keresőmotorokra példák a vállalati keresőmotorok, amik egy intraneten, és a személyi keresőmotorok, amik egy személyi számítógép állományai között keresnek.

## Felépítés
Az internetes keresőmotorok tipikusan két részből állnak, az egyik összegyűjti az információt, a másik pedig rendszerezi. Az első rész (a szaknyelv robot, spider vagy web crawler néven hivatkozik rá) egyfajta automatizált böngészőprogram, ami a linkeket követve bolyong a weboldalak között, és letölti a tartalmukat. A második rész, az indexelő elemzi a begyűjtött oldalakat, metaadatokat társít hozzájuk, és egy indexet épít, aminek a segítségével a keresési kritériumok alapján könnyen megtalálhatóak a megfelelő oldalak. Amikor a felhasználó elindít egy lekérdezést (tipikusan néhány kulcsszó megadásával), a kereső az index segítségével kiválogatja a kritériumoknak megfelelő oldalakat, a hozzájuk társított metainformációk alapján sorrendbe állítja őket, és a (tipikusan igen nagy számú) összes találat közül az első néhányat visszaadja a felhasználónak.

## Történet
Az első keresőmotor a (ma már nem működő) Wandex volt, amit Matthew Gray fejlesztett ki az MIT-n 1993-ban. Egy másik 1993-ban készült kereső, az Aliweb (Archie Like Indexing for the Web) még ma is elérhető. 1994-ben indult a Lycos, ami az egyik első példa volt arra, hogy egy kereső komoly üzleti vállalkozássá váljon.
A következő néhány évben sok nagy keresőmotor szállt be a versenybe. A WebCrawler, a Hotbot, az Excite, az Infoseek, az Inktomi, az Open Text, a Northern Light és az AltaVista mind ekkortájt születtek. A Web egyeduralma előtti időszakban sok olyan kereső is született, ami nem a World Wide Weben, hanem valamilyen más internetes protokollon át elérhető oldalak között keresett, például az Archie, ami az anonymous FTP szerverek között, és a Veronica, ami a Gopher oldalak között keresett.
1996-ban a Stanford Egyetemen Larry Page és Sergey Brin megalkotta a Google-t, ami a hivatkozási népszerűséget vizsgáló PageRank algoritmuson alapuló, a korabeli keresőkhöz képest nagyon fejlett sorrendezésének (és kisebb részben a puritán felhasználói felületnek) köszönhetően gyorsan kiszorította a vetélytársait, és 2001 körül egyeduralkodóvá vált. A PageRank segítségével a Google – szemben a vetélytársaival, amik az oldalak sorrendezését kizárólag azok tartalma alapján határozták meg – elemezni tudja a különböző oldalak közötti kapcsolatokat, és ennek segítségével sokkal relevánsabb találatokat tud visszaadni, mint más keresők.
2002-ben a Yahoo! megvásárolta az Inktomit, majd 2003-ban az AlltheWebet és az AltaVistát, és 2004-ben megindította saját keresőszolgáltatását.
Néhány újabb (de egyelőre még nem túl népszerű) megközelítés a keresési technológiában a tárgyspecifikus hivatkozási népszerűség (ezt használja a Teoma keresőmotor, amire az Ask Jeeves épül) és a klaszterezés (ezt használja például a Clusty és a magyar fejlesztésű Polymeta is).
Jelenleg a legnépszerűbb kereső oldal a Google. Szintén nagyon népszerű (de nem annyira a keresés minősége, inkább a hozzá kapcsolt közösségi szolgáltatások miatt) a Yahoo! és a Bing.

## Lásd még
- keresőrendszer
- metakereső
- adatbányászat
- információkeresés (information retrieval)
- keresőoptimalizálás (Search Engine Optimalization, SEO)